# Dicamptus bicarinus
Dicamptus bicarinus là một loài tò vò trong họ Ichneumonidae.